# Börek
Pour les articles homonymes, voir Borek.
Un börek, burek, ou beurek, est une variété de pâtisserie salée, originaire d'Asie centrale, qui s'est développée sous l'Empire ottoman. La venue des Turcs, nomades des steppes d'Asie centrale, le popularisa dans tout le bassin méditerranéen.
Les böreks sont fourrés avec du fromage, des épinards, de la viande hachée (viande de porc, parfois, pour les pays chrétiens) ou des pommes de terre. Ils sont entourés de feuilles de yufka et frits (sigara böreği en turc), poêlés ou cuits au four. On trouve aussi des variétés à l'eau (su böreği).

## Étymologie et origine
Le mot dérive de la langue turque börek qui désigne tout mets réalisé avec la pâte yufka. Le mot aurait une étymologie turcique, pouvant provenir de la racine bur- signifiant « enrouler » ,. D'autres proposent au contraire une étymologie persane, le terme pouvant provenir de bûrak. 
La présence du börek est attestée en Asie Centrale dès le IXe siècle.
Ce mets, très ancien, vient de la cuisine turque et aurait même été développé par les Turcs en Asie Centrale avant leur arrivée en Anatolie,. Il s'est probablement répandu dans les Balkans à l'époque de l'Empire ottoman mais selon d'autres sources ; ce mets qui faisait partie de la cuisine byzantine est très répandu en Anatolie (ancienne région byzantine). Mais selon des recherches plus récentes, le börek aurait été créé indépendamment par les turcs nomades d'Asie centrale peu avant le VIIe siècle. 

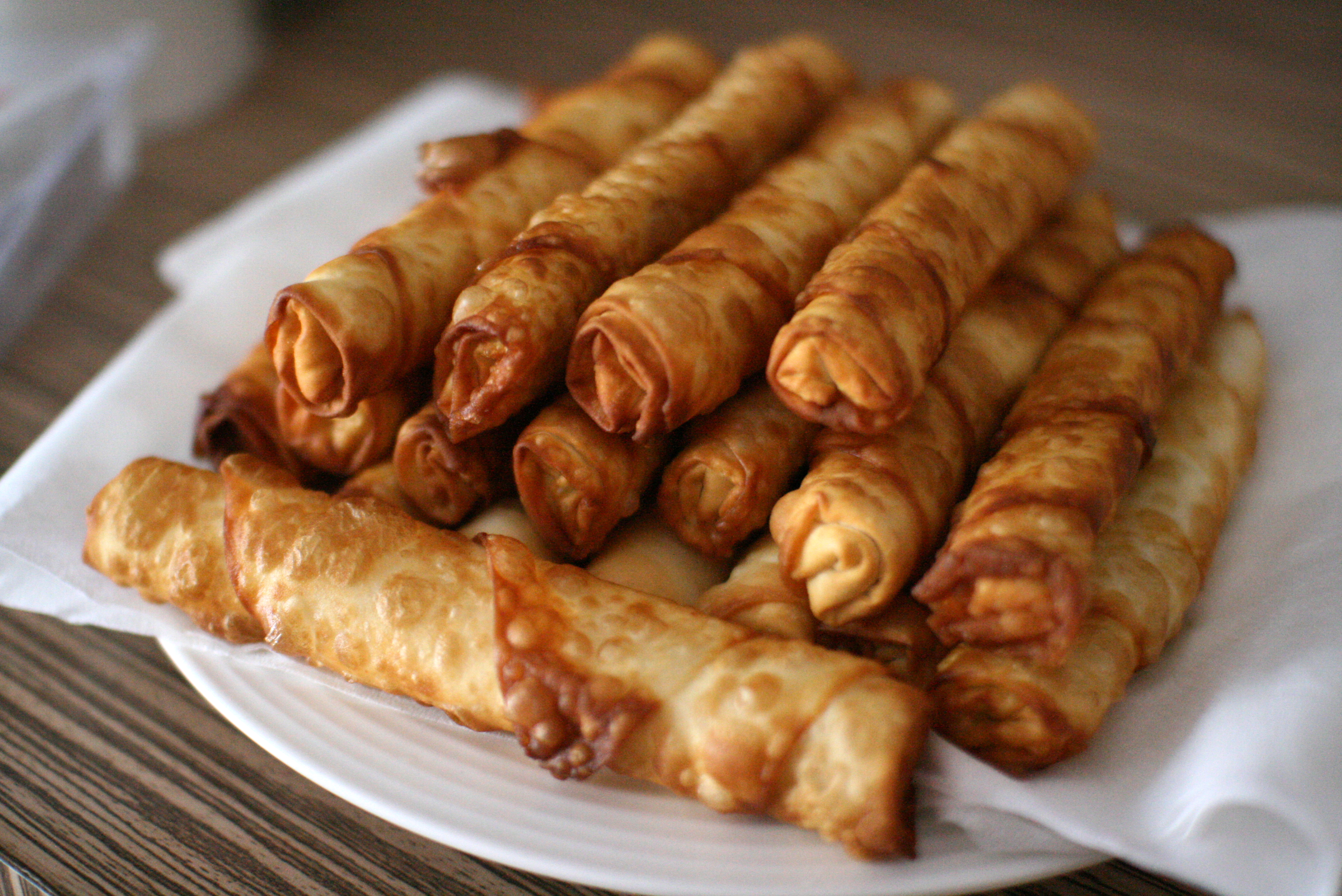
Sigara böreği : rouleaux de pâte phyllo ou yufka, fourrés aux légumes.
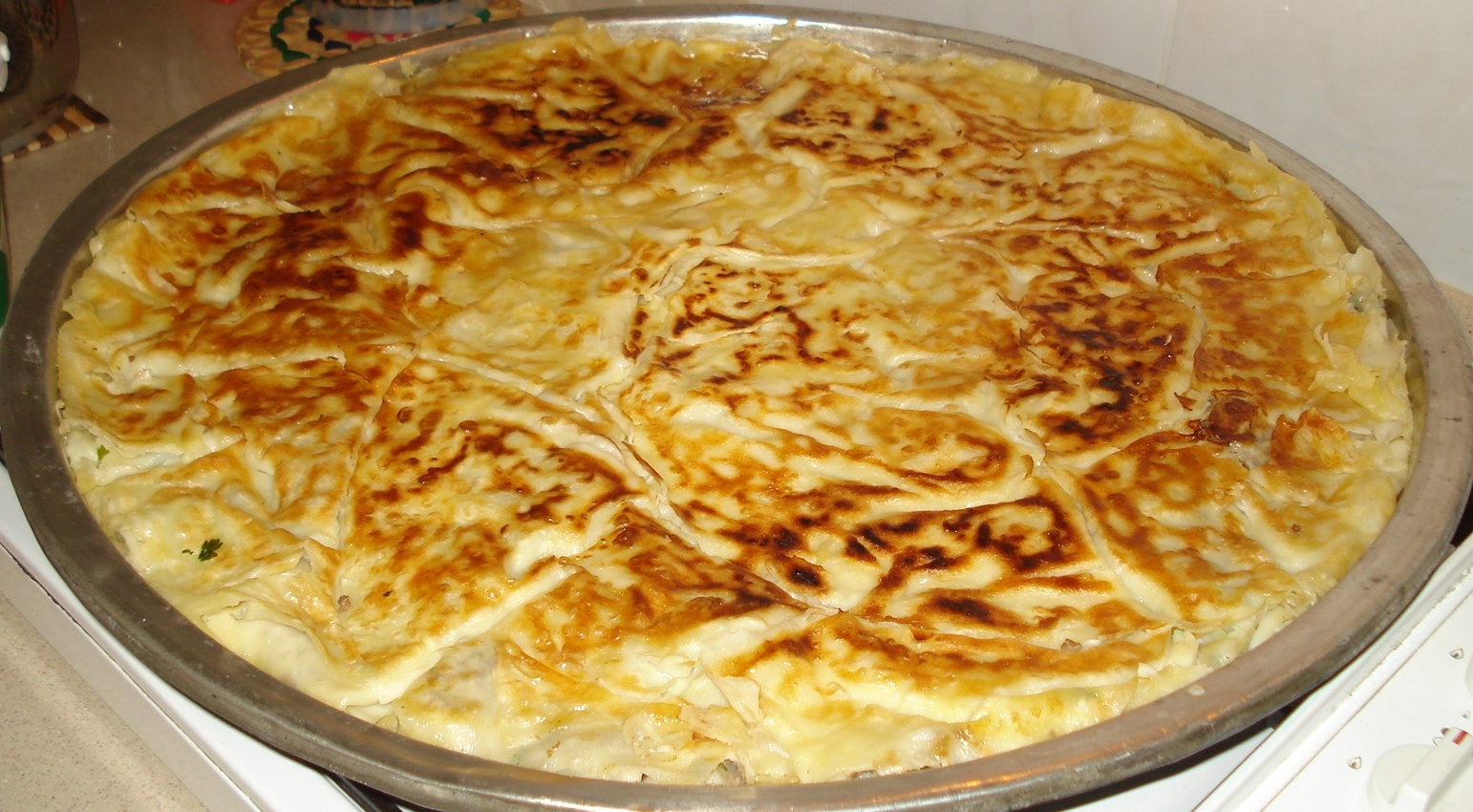
Su böreği : feuilles de pâte phyllo bouillies, viande hachée, fromage, persil.
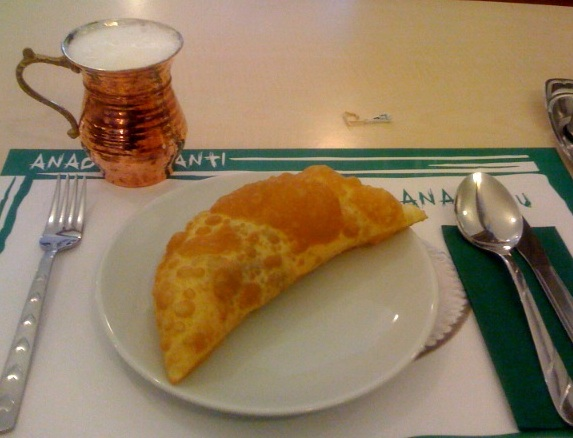
Çibörek : chausson de pâte phyllo et viande hachée, avec un pot d'ayran.
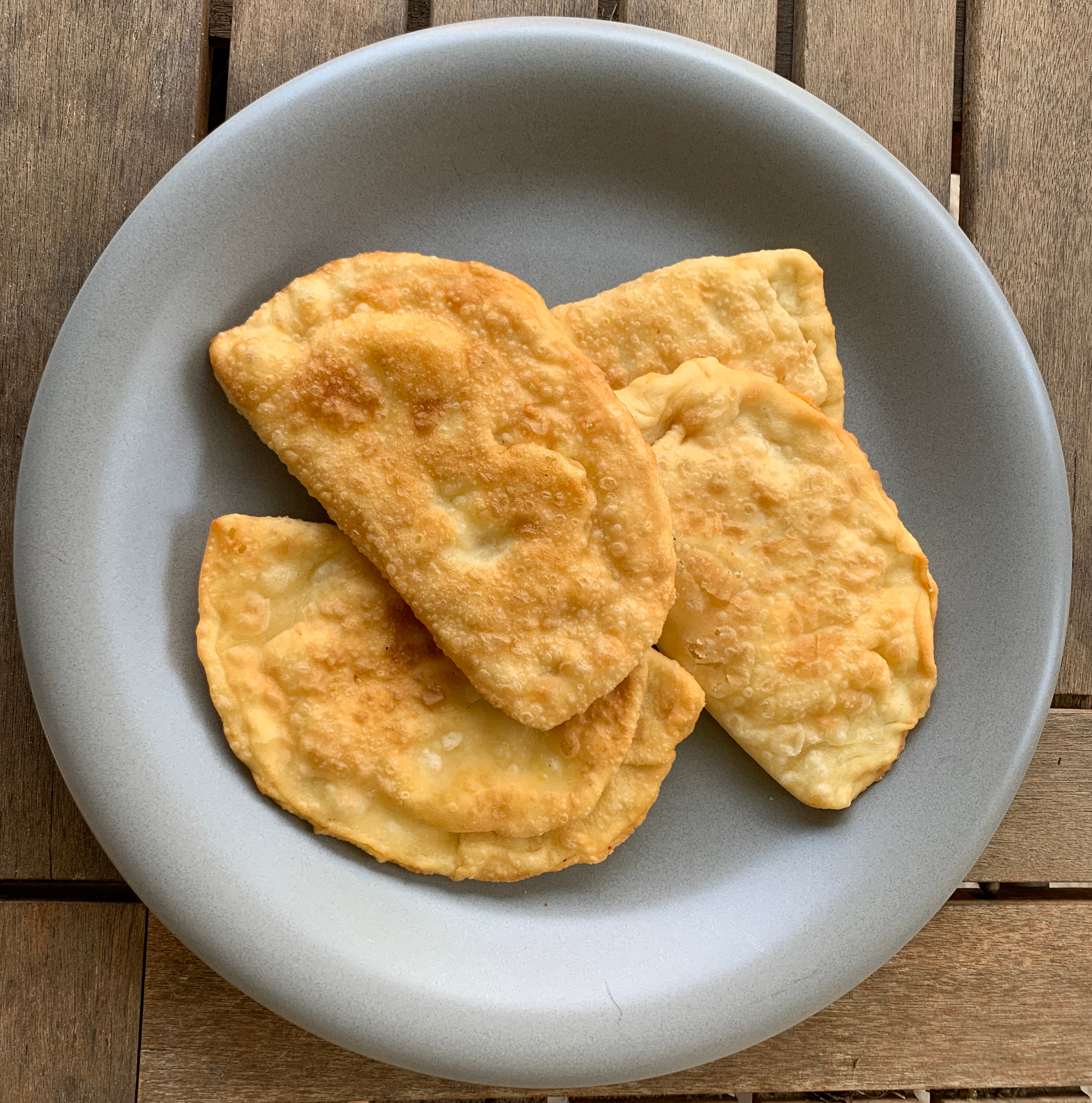
Böreks arméniens.

### Pâte yufka

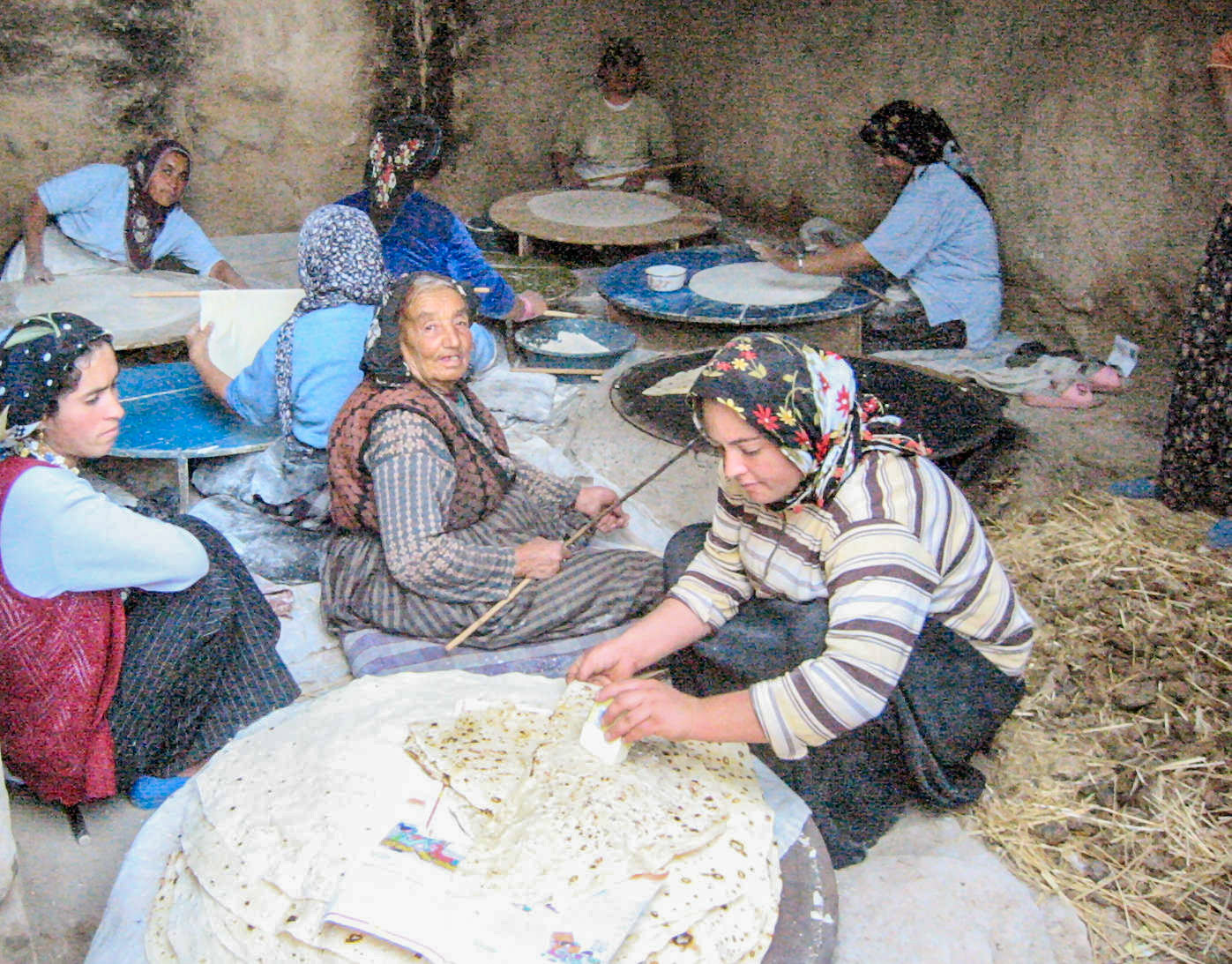
Préparation collective de la pâte yufka en Anatolie.

C'est une pâte spéciale pour la fabrication des böreks. Elle diffère de la feuille de phyllo (qui est très délicate, fine et croustillante) et de la feuille de brik. La feuille de yufka est utilisée pour la fabrication de très nombreuses spécialités sucrées ou salées.
Pour réaliser la pâte, il faut battre des œufs dans de l'eau salée puis incorporer de la farine tamisée jusqu'à épaississement et pétrir à la main en ajoutant le reste de la farine ; on doit obtenir une pâte souple.

## Appellations
La précision doit être apportée systématiquement pour indiquer la région de provenance, le type de cuisson ou la farce : peynirli börek pour ceux au fromage, ıspanaklı börek ceux aux épinards ou su böreği ceux qui sont cuits à l'eau.

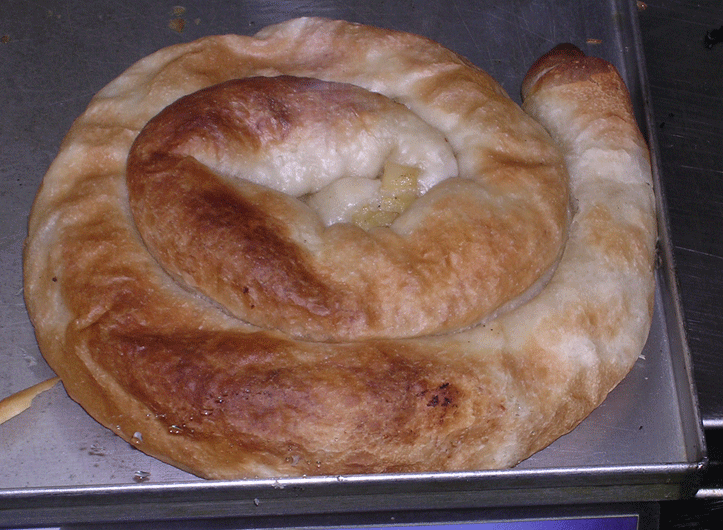
Börek roulé, en Bosnie

Ils se vendent en pâtisserie ou dans des échoppes spécialisées — appelées buregdžinica en ex-Yougoslavie, sachébureké en Géorgie ou pita en Grèce —, en Arménie, Bosnie-Herzégovine, Croatie, Serbie, Albanie, Turquie et plus généralement dans les régions anciennement dominées par l'Empire ottoman.
La version au fromage s'appelle en grec tirópita ou sirnica dans les Balkans occidentaux, celle aux épinards spanakópita en grec et zeljanica en BCMS. En grec, celle à la viande est appelée kreatopita. Dans les Balkans, celles aux pommes de terre se nomme la krumpiruša; il y existe aussi une version à la courge, la tikvenica. Dans cette région, le börek fait référence uniquement à la version fourrée à la viande, tandis que les autres sont catégorisées comme des pita.
Les bourek sont également présents en Afrique du Nord, préparés avec des feuilles de brik et spécialement en Algérie, où ils sont préparés sous forme de tube et consommés pendant le ramadan. En Tunisie, le brick n'est qu'une recette du boureq avec un œuf à l'intérieur. Les feuilles de brick sont appelées dioul, khatfa ou warka en dialecte algérien. Au Maroc, le briouate est la variété du börek tout comme la brik ou le bourek et sont en forme triangulaire ou en rouleau .
En Israël, il est connu sous le nom de borekass et en Bulgarie, il s'appelle banitsa (баница). En Serbie, il existe un plat portant le nom de gibanica, très proche du burek (serbe), mais qui peut aussi être fourré avec de la viande de porc.